# ثنائي ميثيل -1-بيوتانول-3،3
ثنائي ميثيل -1-بيوتانول-3،3 (بالإنجليزية:3,3-Dimethyl-1-butanol) (DMB) هو مركب عضوي-كيميائي من مجموعة الكحولات الأليفاتية الأولية (الكانولات) وأيزومير هيكلي للهكسانول. مثل النيوبنتانول ، يحتوي على ذرة كربون رباعي. وهو نظير بنيوي للكولين.

## التأثيرات
يمنع DMB تشكيل ثلاثي ميثيل أمين الميكروبي (TMA) في الفئران وفي براز الإنسان ، وبالتالي يقلل من مستويات أكسيد ثلاثي ميثيل أمين في البلازما (TMAO) بعد مكملات الكولين أو الكارنيتين. وبالتالي فإنه يمنع تكوين خلايا رغوة البلاعم الذاتية المعززة بالكولين وتطور آفة تصلب الشرايين في الفئران دون حدوث تغييرات في مستويات الكوليسترول المنتشرة.
بينما أظهرت الفئران التي تناولت نظامًا غذائيًا مكملًا بالكولين زيادة في نسب الأصناف البكتيرية المطثيانية في القناة الهضمية ، تسبب (DMB) في انخفاض نسب هذه الأصناف.
لم تظهر الفئران أي دليل على السمية للتعرض المزمن لـ (DMB) (لمدة 16 أسبوعًا).

## الاستخراج والعرض
يتم تحضيره عن طريق استرات هدرجة حامض 3،3-ثنائي ميثيل بوتانويك.

## حادثة
تم العثور على DMB في بعض أنواع الخل البلسمي والنبيذ الأحمر وبعض زيوت الزيتون البكر الممتاز وزيوت بذور العنب المعصور على البارد.